# Brich dem Hungrigen dein Brot
Brich dem Hungrigen dein Brot (BWV 39) ist eine Kirchenkantate von Johann Sebastian Bach.

## Entstehung
Die Kantate wurde komponiert für den 1. Sonntag nach Trinitatis des Jahres 1726, den 23. Juni, und gehört zum dritten Leipziger Kantatenjahrgang.

## Thematik und Aufbau
Die vorgeschriebenen Lesungen für den Sonntag waren 1 Joh 4,16–21 , „Gott ist Liebe“, und Lk 16,19–31 , das Gleichnis vom reichen Mann und armen Lazarus. Thema der Kantate ist in Anlehnung an das Evangelium der Aufruf zur Nächstenliebe, im 1. Satz alttestamentlich nach Jes 58,7–8 , im 4. Satz neutestamentlich nach Hebr 13,16 . Der Text des abschließenden Chorals ist die 6. Strophe des Liedes Kommt, laßt euch den Herren lehren (1648) von David Denicke. Der Dichter der Rezitative und Arien ist unbekannt.

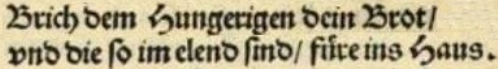
Jesaja 58,7 (Lutherbibel 1545)

1. Coro: Brich dem Hungrigen dein Brot
2. Recitativo (Bass): Der reiche Gott
3. Aria (Alt, Violine und Oboe): Seinem Schöpfer noch auf Erden
4. (Bass): Wohlzutun und mitzuteilen vergesset nicht
5. Aria (Sopran, Blockflöten): Höchster, was ich habe
6. Recitativo (Alt, Streicher): Wie soll ich dir, o Herr
7. Choral: Selig sind, die aus Erbarmen

Formal besteht die siebensätzige Kantate aus zwei Teilen, die vor und nach der Predigt aufgeführt wurden. Die Sätze 1 und 7 sind chorisch, 2 und 6 Rezitative, 3 und 5 zweiteilige Arien.
Im Eingangschor zeigt Bach seine ganze Kunst, in der Kontrapunktik, Tempo- und Taktwechsel den dreiteiligen Textaufbau musikalisch interpretieren. Nach einer instrumentalen Einleitung, in der sich Einwürfe von Blockflöten, Oboen und Streichern abwechseln, setzt der Chor in einem getragenen Sarabandenrhythmus im Dreivierteltakt ein, mit dem Schwerpunkt auf dem zweiten Taktschlag. Der Abschnitt und die, so im Elend sind wird zunächst mit einer chromatischen Figur vertont, woraus sich ein erstes Fugenthema entwickelt. Im Mittelteil So du einen nacket siehest erfolgt ein Wechsel zu einem etwas bewegteren Viervierteltakt, ebenfalls mit fugierten Abschnitten. Für den Abschlussteil, der vom hoffnungsvollen Hervorbrechen des Lichts geprägt ist, wählt Bach ein schnelles Fugenthema im Dreiachteltakt, dessen Tempo nicht zuletzt durch die die Worte und deine Besserung wird schnell wachsen gefordert ist. Mit der Bassarie im 4. Satz beginnt der zweite Teil, der Bachs Vertonung von Jesus-Worten in seinen Passionen ähnelt. Die folgende Sopranarie Höchster, was ich habe ist durch Blockflötenbegleitung geprägt. Der abschließende Choral verwendet die Melodie von Freu dich sehr, o meine Seele.

## Besetzung
- Gesangsstimmen: Soli Sopran, Alt und Bass, Tutti vierstimmig
- Orchester: Blockflöte I/II, Oboe I/II, Violine I/II, Viola, Basso continuo